# Jurij Vasziljevics Szauh
Jurij Vasziljevics Szauh, oroszul: Юрий Васильевич Саух (Novoannyinszkij, 1951. szeptember 14. – 2021. január 2.) szovjet válogatott orosz labdarúgó, hátvéd, edző.

## Pályafutása

### Klubcsapatban
1970 és 1973 között a Sztal Volgograd (1972-től: Barrikadi Volgograd), 1974–75-ben az SZKA Rosztov, 1976 és 1979 között a CSZKA Moszkva, 1980-ban a Lokomotyiv Moszkva, 1981-ben a Gyinamo Sztavropol labdarúgója volt.

### A válogatottban
1976-ban két barátságos mérkőzésen szerepelt a szovjet válogatottban. 1976. május 26-án, Budapesten, a Népstadionban mutatkozott be a magyar válogatott ellen, ahol 1–1-es döntetlen született. A következő hónapban a bécsi Práter-stadionban Ausztria ellen szerepelt másodszor a szovjet csapatban. Ezen a találkozón 2–1-es szovjet győzelem született.

### Edzőként
2003-ban az FK Reutov vezetőedzője, 2004 és 2007 között a Lucs-Enyergija Vlagyivosztok segédedzője volt.

## Statisztika

### Mérkőzései a válogatottban
| Szovjetunió | Szovjetunió      | Szovjetunió          | Szovjetunió  | Szovjetunió | Szovjetunió | Szovjetunió | Szovjetunió | Szovjetunió |
| #           | Dátum            | Helyszín             | Hazai        | Eredmény    | Vendég      | Kiírás      | Gólok       | Esemény     |
| ----------- | ---------------- | -------------------- | ------------ | ----------- | ----------- | ----------- | ----------- | ----------- |
| 1.          | 1976. május 26.  | Budapest, Népstadion | Magyarország | 1 – 1       | Szovjetunió | barátságos  | -           |             |
| 2.          | 1976. június 23. | Bécs, Práter-stadion | Ausztria     | 1 – 2       | Szovjetunió | barátságos  | -           |             |
|             | Összesen         |                      |              | 2           | mérkőzés    |             | 0           | gól         |